# Pływanie na Letnich Igrzyskach Olimpijskich 1988 – 200 m stylem motylkowym kobiet
200 m stylem motylkowym kobiet – jedna z konkurencji pływackich, które odbyły się podczas XXIV Igrzysk Olimpijskich w Seulu. Eliminacje i finały miały miejsce 25 września 1988 roku.
Złoty medal zdobyła reprezentantka NRD Kathleen Nord, która uzyskała czas 2:09,51. Srebrny medal wywalczyła rodaczka Nord, Birte Weigang (2:09,91). Mistrzyni olimpijska sprzed czterech lat, Amerykanka Mary T. Meagher, zdobyła brązowy medal z czasem 2:10,80. 

## Rekordy
Przed zawodami rekord świata i rekord olimpijski wyglądały następująco:
| Rekord            | Zawodniczka     | Czas    | Miejsce     | Data             |
| ----------------- | --------------- | ------- | ----------- | ---------------- |
| Rekord świata     | Mary T. Meagher | 2:05,96 | Brown Deer  | 13 sierpnia 1981 |
| Rekord olimpijski | Mary T. Meagher | 2:06,90 | Los Angeles | 4 sierpnia 1984  |

## Wyniki

### Eliminacje
Najszybsze osiem zawodniczek zakwalifikowało się do finału A (Q), a kolejne osiem do finału B (q).
| Miejsce | Wyścig | Zawodniczka         | Państwo           | Czas      | Uwagi |
| ------- | ------ | ------------------- | ----------------- | --------- | ----- |
| 1.      | 2      | Kathleen Nord       | NRD               | 2:11,81   | Q     |
| 2.      | 3      | Birte Weigang       | NRD               | 2:11,97   | Q     |
| 3.      | 4      | Mary T. Meagher     | Stany Zjednoczone | 2:12,35   | Q     |
| 4.      | 4      | Conny van Bentum    | Holandia          | 2:12,41   | Q     |
| 5.      | 4      | Stela Pura          | Rumunia           | 2:12,53   | Q     |
| 6.      | 2      | Kiyomi Takahashi    | Japonia           | 2:12,68   | Q     |
| 7.      | 3      | Trina Radke         | Stany Zjednoczone | 2:12,93   | Q     |
| 8.      | 3      | Wang Xiaohong       | Chiny             | 2:13,05   | Q     |
| 9.      | 4      | Gabi Reha           | RFN               | 2:13,09   | q     |
| 10.     | 2      | Mojca Cater         | Kanada            | 2:13,21   | q     |
| 11.     | 3      | Ina Beyermann       | RFN               | 2:13,56   | q     |
| 12.     | 4      | Switłana Kopczykowa | ZSRR              | 2:15,26   | q     |
| 13.     | 4      | Takayo Kitano       | Japonia           | 2:15,41   | q     |
| 14.     | 2      | Mette Jacobsen      | Dania             | 2:15,78   | q     |
| 15.     | 3      | Helen Bewley        | Wielka Brytania   | 2:17,10   | q     |
| 16.     | 4      | Lynne Wilson        | Wielka Brytania   | 2:17,28   | q     |
| 17.     | 4      | Donna Procter       | Australia         | 2:18,17   |       |
| 18.     | 2      | Sandra Neves        | Portugalia        | 2:18,29   |       |
| 19.     | 3      | Newjana Mitewa      | Bułgaria          | 2:18,44   |       |
| 20.     | 3      | Kim Su-jin          | Korea Południowa  | 2:19,00   |       |
| 21.     | 1      | Blanca Morales      | Gwatemala         | 2:19,28   |       |
| 22.     | 2      | Mo Wanlan           | Chiny             | 2:19,56   |       |
| 23.     | 1      | Marlene Bruten      | Meksyk            | 2:19,68   |       |
| 24.     | 1      | Isabelle Arnould    | Belgia            | 2:20,74   |       |
| 25.     | 3      | Claire Supiot       | Francja           | 2:21,65   |       |
| 26.     | 1      | Chang Hui-chien     | Chińskie Tajpej   | 2:25,50   |       |
| 27.     | 1      | Nguyễn Kiều Oanh    | Wietnam           | 2:33,07   |       |
| 28 !    | 2      | Donna McGinnis      | Kanada            | 9:99,99 ! | DSQ   |

### Finały

#### Finał B
| Miejsce | Tor | Zawodniczka         | Państwo         | Czas    | Uwagi |
| ------- | --- | ------------------- | --------------- | ------- | ----- |
| 1.      | 5   | Mojca Cater         | Kanada          | 2:12,66 |       |
| 2.      | 3   | Ina Beyermann       | RFN             | 2:13,74 |       |
| 3.      | 4   | Gabi Reha           | RFN             | 2:14,20 |       |
| 4.      | 6   | Switłana Kopczykowa | ZSRR            | 2:14,43 |       |
| 5.      | 7   | Mette Jacobsen      | Dania           | 2:15,60 |       |
| 6.      | 2   | Takayo Kitano       | Japonia         | 2:15,61 |       |
| 7.      | 1   | Helen Bewley        | Wielka Brytania | 2:17,11 |       |
| 8.      | 8   | Lynne Wilson        | Wielka Brytania | 2:18,66 |       |

#### Finał A
| Miejsce | Tor | Zawodniczka      | Państwo           | Czas    | Uwagi |
| ------- | --- | ---------------- | ----------------- | ------- | ----- |
| 1 !     | 4   | Kathleen Nord    | NRD               | 2:09,51 |       |
| 2 !     | 5   | Birte Weigang    | NRD               | 2:09,91 |       |
| 3 !     | 3   | Mary T. Meagher  | Stany Zjednoczone | 2:10,80 |       |
| 4.      | 2   | Stela Pura       | Rumunia           | 2:11,28 |       |
| 5.      | 1   | Trina Radke      | Stany Zjednoczone | 2:11,55 |       |
| 6.      | 7   | Kiyomi Takahashi | Japonia           | 2:11,62 |       |
| 7.      | 8   | Wang Xiaohong    | Chiny             | 2:12,34 |       |
| 8.      | 6   | Conny van Bentum | Holandia          | 2:13,17 |       |